# Bougaa
Bougaa (en arabe : بوڨاعة ,بوقاعة à la prononciation) est une commune de la wilaya de Sétif en Algérie. Elle s'appelait Lemwahba (Chorfa), puis Douar Bougaa, et en 1886 durant la période française Lafayette.

## Géographie

### Situation
La ville de Bougaa est situé à 45 km au nord-ouest de Sétif et à 80 km au sud de Béjaïa.
| Maoklane        | Maoklane    | Maoklane Draâ El-Kaïd (Béjaïa) |
| Hammam Guergour | Bougaa      | Aïn Roua                       |
| Hammam Guergour | Beni Hocine | Beni Hocine                    |

### Relief et hydrographie
Bougaa est une région tampon entre la Petite Kabylie et les Hauts Plateaux.

### Localités de la commune
Lors du découpage administratif de 1984, la commune de Bougaa est constituée des localités suivantes :
- Bougaa
- Cité Benarar
- Trounat
- Chaaba
- Cité Laib
- Mount
- Bakhbakh
- Bouaïssaoui
- Gheniat
- Tabakha
- Ouled Si Ahmed
- El Guettar
- Ouled Bougaa
- Sidi Ali
- Kouadi
- Guessasma
- Khanoussa
- Tafrent
- Lemouahba
- Dar El Chorfa
- Douar El Souk
- Hemamcha
- Oum Laalou
- Ouled Khebab
- Tala Troumit
- Kef El N'Cir

## Histoire
La première famille installée à Bougaa, dans sa dimension géographique actuelle est la famille Louhab, venue de Bou Saâda (wilaya de M'Sila) dans les années 1750. Le douar a ensuite connu l'installation d'autres familles comme : Hammachi, Zaghbach, Bougaa, Aissaoui, Taklit... . Les premiers Français sont arrivés dans la région de Douar Bougaa en 1840 et ont découvert que le douar est riche de ressources naturelles[réf. nécessaire]. Les colons ont donc fait ramener quelques autres familles de Aïn El Hammam (ex Michelet) dans l'actuelle wilaya de Tizi-Ouzou, pour faire l'intermédiaire entre les colons français et les habitants de la région dans le but de l'extraction des gisements de fer situés à Khenoussa. À partir de 1886, le Douar Bougaa devient La Fayette, dépendant de la commune mixte du Guergour.

## Administration
| Période                                  | Période | Identité           | Étiquette | Qualité |
| ---------------------------------------- | ------- | ------------------ | --------- | ------- |
| Les données manquantes sont à compléter. |         |                    |           |         |
| 2002                                     | 2007    | Messaoud Benachour | FLN       |         |
| 2017                                     | 2022    | Amar Bouzidi       | FLN       |         |